# Landkreis Bayreuth
Landkreis Bayreuth är ett distrikt i Bayern, Tyskland. Det bor omkring 108 000 personer i distriktet. Det första bokstäverna på bilden är BT.
|  | Schloss Aufseß      | Aufseß       |
|  | Schloss Freienfels  | Hollfeld     |
|  | Hollfeld            | Hollfeld     |
|  | Pegnitz             | Pegnitz      |
|  | Burg Pottenstein    | Pottenstein  |
|  | Teufelshöhle        | Pottenstein  |
|  | Tüchersfeld         | Pottenstein  |
|  | Burg Waischenfeld   | Waischenfeld |
|  | Schloss Wiesentfels | Hollfeld     |

1. ↑  Bayerisches Landesamt für Statistik (red.), Amtliches Ortsverzeichnis für Bayern, december 1964, läs online.[källa från Wikidata]
2. ↑  Bayerisches Landesamt für Statistik (red.), Amtliches Ortsverzeichnis für Bayern, Bayerisches Landesamt für Statistik, 1991, s. 28, läs online.[källa från Wikidata]
3. ↑  hämtat från: tyskspråkiga Wikipedia.[källa från Wikidata]